# Drényé
Drényé o Drenje es un pueblo ubicado en el municipio de Kriva Palanka, en Macedonia del Norte.

## Superficie
Posee una superficie de 3,568 kilómetros cuadrados.

## Demografía
Hasta 2021 la población era de 88 habitantes, con una densidad de población de 24,67 habitantes por kilómetro cuadrado.